# 조르게 이바노프
조르게 이바노프(마케도니아어: Ѓорге Иванов, 문화어: 게오르기 이와노브, 1960년 5월 12일 ~ )는 북마케도니아의 정치인이다. 2009년 5월 12일부터 2019년 5월 12일까지 북마케도니아의 제4대 대통령을 역임했다.

## 재임
북마케도니아의 발란도보에서 태어났으며, 발란도보 초등학교와 중학교를 졸업했다. 27살까지 그곳에서 살다가 북마케도니아의 수도 스코페로 이사한 뒤로 지금까지 살고 있다.
이바노프는 마하 이바노바와 결혼했고, 이반이라는 이름의 아들을 두고 있다.

### 정치적 활동
이바노프는 유고슬라비아 시대부터 정치적으로 활발한 활동을 해왔는데 이바노프는 정치적 다원 주의와 시장 경제를 추구했다. 1990년까지 유고슬라비아 청년 연맹의 활동가였다. 이바노프는 정치 체제를 개혁하고 정치적으로 많은 표를 얻고 자유 시장 경제를 촉진하기 위해 일했다.
이바노프 장관은 정치학의 중심지인 시민 사회 분야의 선두 주자로 불리고 있으며, 마케도니아 정치학 협회의 창립자이자 명예 회장이며, 민주주의 분석 협회의 창설 위원 중 하나이다.
1988년 마케도니아 라디오 텔레비전의 편집장이 되었고, 나중에 스코페 대학교의 법학부에서 정치 이론과 정치 철학을 가르쳤다. 또 1999년에는 그리스 아테네 대학교에서 열린 동남유럽 프로그램을 위한 객원 교수가 되었다.
이바노프에게는 볼로냐 대학교와 사라예보 대학교를 포함한 일련의 학술적 임명이 뒤따랐다. 또 1992년에 그는 북마케도니아의 고등 교육 인증 위원회의 의장이 되었다.

### 대선 후보
2009년 1월 25일 내부 마케도니아 혁명 기구-마케도니아 국민통합민주당(VMRO-DPMNE)이 이바노프를 2009년 북마케도니아 대통령 선거 후보로 지명했다. 당 대표 1,016명이 그의 당 전당 대회 출마에 찬성 표를 던졌다.
이바노프는 이번 선거에서 만약 대통령으로 뽑힌다면 북마케도니아 대통령과 그리스 대통령 간의 회담을 가질 것이며 자신의 최우선 과제 6가지를 꼽았다.
북마케도니아 국민 343,374명이 2009년 북마케도니아 대통령 선거 1차 투표에서 이바노프 후보에게 표를 던졌다. 이바노프는 대통령 선거에서 453,616표를 얻어 2차 투표에서 승리했으며 야당 후보인 류보미르 프르코스키는 264,828표를 얻었다.
이바노프는 대선 다음 날 자신과 그리스의 카롤로스 파풀리아스 대통령과의 회담을 성사시키겠다는 뜻을 재확인했다.
이바노프는 4월 16일에 열린 취임식에서 북마케도니아 중앙선거관리위원회로부터 대통령 인증서를 받았다.

### 취임식
이바노프는 2009년 5월 12일에 취임함으로써 브란코 츠르벤코프스키의 뒤를 이어 북마케도니아의 대통령에 취임하였다. 그는 북마케도니아 의회에서 취임사를 발표했다. 이 중에서 EU와 NATO 회원국, 경제 회복, 내적 안정, 남북 관계, 특히 그리스와의 우호 관계 등을 우선적으로 발표했다.
취임식에는 츠르벤코프스키 총리, 키로 글리고로프 북마케도니아 초대 대통령, 군부 관리, 종교계 대사들이 참석했다. 스테반 메시치 크로아티아 대통령, 보리스 타디치 세르비아 대통령, 파일리프 부야노비치 몬테네그로 대통령, 바이에르 알바니아 대통령과 이날 회담한 4명의 외교관도 참석했다.

### 첫 번째 임기
이바노프는 공식적으로 미국 버락 오바마 대통령에게 서한을 보내 나토와 유럽 연합 가입을 강조하고 그리스와의 "상호 수용 가능한 해법"을 모색했다. 그는 또한 2009년 나토 정상 회담에서 오바마 대통령이 한 지지 발언에 감사를 표했다.
이바노프와 니콜라 그루에프스키 총리는 취임식 다음날 유럽 연합과 나토 관리들을 만나기 위해 브뤼셀을 방문했다.
이바노프는 '여러 민족으로 이루어진 사회의 북마케도니아의 모델과 유럽 국가들의 다양성과 정체성을 존중하며 평화롭게 살고 있는 유럽을 홍보하겠다' 고 밝혔다.

### 두 번째 임기
이바노프는 2014년 4월에 북마케도니아의 대통령 선거 재선에 출마하여 당선되었다.
이바노프는 2016년 4월 12일에 도청 사건에 연루된 사람들에 대한 사법 조사를 중단했다. 이바노프는 러시아를 위해서 이 같은 조치를 취했고, 정치적 위기를 종식시키기 위해서 그랬다고 밝혔다. 야당 언론들은 이를 정치 상황을 정상화하기 위해 국제 사회가 제안한 카티카 자네바 특별 검사의 추가적인 사법 조사를 막기 위한 정치적 술책이라고 말했다. 야당 지도자인 조란 자에프는 그 뒤 시위를 하였다.